# Республіканство в США
Цінності та ідеали республіканізму є основоположними в конституції та історії Сполучених Штатів. Оскільки конституція Сполучених Штатів забороняє надавати дворянські титули, республіканізм у цьому контексті не означає політичний рух за скасування такого соціального класу, як у таких країнах, як Велика Британія, Австралія та Нідерланди. Натомість, він стосується основних цінностей, які громадяни в республіці мають або повинні мати.
Політологи та історики описують ці центральні цінності як свободу та невід'ємні права особистості; визнання суверенітету народу як джерела всієї влади в законі; відкидання монархії, аристократії та спадкової політичної влади; доброчесність та вірність у виконанні громадянських обов'язків; та очорнення корупції. [Ці цінності ґрунтуються на античних греко-римських, ренесансних та англійських моделях та ідеях. Сформульовані в працях батьків-засновників (зокрема, Томаса Джефферсона, Джеймса Медісона та Джона Адамса), вони сформували інтелектуальну основу для Американської революції - Декларації незалежності (1776), Конституції (1787) та Білля про права (1791), а також Геттісберзької промови (1863).
Політики та науковці обговорювали зв'язок цих цінностей з такими питаннями, як чесний уряд, демократія, індивідуалізм, права власності, військова служба; або їх сумісність з рабством, несправедливим розподілом багатства, економічними інтересами, обмеженням прав меншин та національним боргом.
У Конституції Сполучених Штатів республіка згадується лише один раз, у четвертому розділі четвертої статті, де сказано «Сполучені Штати гарантують кожному штату в цьому Союзі республіканську форму правління...». Дві основні політичні партії в американській історії використовували цей термін у своїй назві - Демократично-республіканська партія Томаса Джефферсона (1793-1824; також відома як Республіканська партія Джефферсона) та Республіканська партія (заснована в 1854 році і названа на честь партії Джефферсона).

## Американська революція і республіканська гідність

### Гідність і патріотизм
Колоніальні інтелектуальні та політичні лідери в 1760-х і 1770-х роках уважно читали історію, щоб порівняти уряди та ефективність їхнього правління. Революціонери були особливо зацікавлені історією свободи в Англії і перебували під впливом «партії країни» (яка протистояла «партії двору», що перебувала при владі). Філософія кантрі-партії значною мірою спиралася на класичний республіканізм римської спадщини; вона прославляла ідеали обов'язку і доброчесного громадянства в республіці. Вона значною мірою спиралася на давньогрецькі міста-держави та римські республіканські приклади. Партія кантрі поділяла частину політичної філософії вігізму, а також критиків торі в Англії, які різко засуджували корупцію, що оточувала «придворну партію» в Лондоні, зосереджену на королівському дворі. Такий підхід породив політичну ідеологію, яку американці назвали «республіканізм» і яка була поширена в колоніальній Америці до 1775 р. «Республіканізм був відмінною політичною свідомістю всього покоління революціонерів», - пояснював інтелектуальні джерела в Америці Дж.Г.А. Покок (J.G.A. Pocock):
Вігівський канон і неогаррінгтонівці, Джон Мільтон, Джеймс Гаррінгтон і Сідні, Тренчард, Гордон і Болінгброк, разом із грецькими, римськими та ренесансними майстрами традиції аж до Монтеск'є, сформували авторитетну літературу цієї культури; а її цінності та концепції були тими, з якими ми добре знайомі: громадянський і патріотичний ідеал, в якому особистість ґрунтується на власності, вдосконалюється в громадянстві, але постійно перебуває під загрозою корупції; уряд парадоксальним чином фігурує як головне джерело корупції і діє за допомогою таких засобів, як патронат, фракції, постійні армії (на противагу ідеалу ополчення); усталені церкви (на противагу пуританському і деїстському способам американської релігії); і заохочення грошового інтересу - хоча формулюванню цієї останньої концепції дещо заважало гостре бажання легкодоступних паперових позик, розповсюджених у поселеннях колоністів. 
Американський республіканізм був зосереджений на обмеженні корупції та жадібності. Чеснота була надзвичайно важливою для громадян і представників. Революціонери засвоїли урок Стародавнього Риму; вони знали, що необхідно уникати розкоші, яка зруйнувала імперію. Доброчесним громадянином був той, хто ігнорував грошову винагороду і брав на себе зобов'язання протистояти і викорінювати корупцію. Республіка була священною, тому необхідно було служити державі у справді представницький спосіб, ігноруючи власні інтереси та індивідуальну волю. Республіканізм вимагав служіння тих, хто був готовий поступитися власними інтересами заради спільного блага. За словами Бернарда Бейліна, «збереження свободи залежало від здатності народу підтримувати ефективний контроль над носіями влади, а отже, в останню чергу, від пильності та моральної витривалості народу...». «Доброчесні громадяни повинні бути сильними захисниками свободи і кидати виклик корупції та жадібності в уряді. Обов'язок доброчесного громадянина став основою Американської революції.
Прихильність патріотів до республіканських цінностей епохи була ключовим інтелектуальним підґрунтям Американської революції. Зокрема, ключовим був сильний страх патріотів перед політичною корупцією та загрозою, яку вона становила для свободи. Бернард Бейлін стверджує: «Той факт, що міністерська змова проти свободи виникла через корупцію, був надзвичайно важливим для колоністів». У 1768-1773 роках газетні викриття, такі як серія «Листи фермера з Пенсильванії» Джона Дікінсона (1767-68), були широко передруковані і поширювали огиду американців до британської корупції. Патріотична преса наголошувала на британській корупції, безгосподарності та тиранії. Британію дедалі частіше зображували корумпованою і ворожою, такою, що загрожує самій ідеї демократії; загрозою усталеним свободам, якими користувалися колоністи, і колоніальним правам власності. Найбільшою загрозою свободі багато хто вважав корупцію - не лише в Лондоні, але й на батьківщині. Колоністи асоціювали її з розкішшю і, особливо, спадковою аристократією, яку вони засуджували. Історик Дж.Г.А. Покок стверджує, що республіканізм пояснює Американську революцію з точки зору доброчесного республіканського опору британській імперській корупції.
Історик Сара Перселл вивчала проповіді, які виголошували патріотичні священнослужителі Нової Англії в 1774-1776 роках. Вони розпалювали войовничий дух, виправдовуючи війну проти Англії. Проповідники посилалися на пуританську історію Нової Англії на захист свободи, звинувачували розбещеність і корупцію Британії в необхідності збройного конфлікту. Проповіді закликали солдатів поводитися морально і «по-чоловічому» дисципліновано. Така риторика не лише заохочувала масовий призов, але й сприяла створенню інтелектуального клімату, необхідного патріотам для ведення громадянської війни. Історик Томас Кідд стверджує, що під час Революції активні християни пов'язували свою релігію з республіканізмом. Він стверджує: «З початком революційної кризи серйозний концептуальний зсув переконав американців по всьому теологічному спектру, що Бог піднімає Америку для якоїсь особливої мети». Кідд також стверджує, що «нове поєднання християнської та республіканської ідеології призвело до того, що релігійні традиціоналісти масово прийняли концепцію республіканської чесноти».
Історик Гордон Вуд пов'язує основоположні ідеї з американською винятковістю: «Наша віра в свободу, рівність, конституціоналізм і добробут простих людей прийшла з епохи Революції. Так само як і наша ідея про те, що ми, американці, є особливим народом з особливим призначенням вести світ до свободи і демократії". Американці були захисниками свободи, вони мали більший обов'язок і долю утверджувати республіканські чесноти. У «Дискурсі» 1759 року Джонатан Мейх'ю стверджує: «Абсолютна покірність нашому князеві, або ж непокора і опір не можуть бути виправдані в деяких випадках, може бути притаманна... не всім тим, хто носить титул правителів, а лише тим, хто насправді виконує обов'язок правителів, здійснюючи розумну і справедливу владу на благо людського суспільства». Уявлення про те, що британські правителі не були доброчесними і не використовували свою владу для «блага людського суспільства», спричинило колоніальне прагнення захистити і відновити республіканські цінності в управлінні державою. Ця потреба захистити чесноти стала філософським підґрунтям Американської революції.

## Батьки-засновники
«Батьки-засновники» були рішучими прихильниками республіканських цінностей, особливо Семюел Адамс, Патрік Генрі, Джордж Вашингтон, Томас Пейн, Бенджамін Франклін, Джон Адамс, Томас Джефферсон, Джеймс Медісон і Александер Гамільтон.
Томас Джефферсон визначав республіку як:
...уряд, яким керують громадяни в масі, діючи безпосередньо і особисто, згідно з правилами, встановленими більшістю; і що кожен інший уряд є більш-менш республіканським, пропорційно до того, наскільки він має у своєму складі більше або менше цього компонента прямої дії громадян. Очевидно, що такий уряд обмежений дуже вузькими межами простору і населення. Я сумніваюся, що це було б практично можливо за межами містечка в Новій Англії. Перший відтінок цієї чистої стихії, яка, подібно до чистого життєвого повітря, не може підтримувати життя сама по собі, був би там, де повноваження уряду, будучи розділеними, здійснювалися б представниками, обраними... на такі короткі терміни, які забезпечили б їм обов'язок виражати волю своїх виборців. Це я повинен розглядати як найближче наближення до чистої республіки, яка є практично здійсненною у великих масштабах країни або населення... ми можемо сказати з правдою і змістом, що уряди є більш-менш республіканськими, оскільки вони мають у своєму складі більшу чи меншу частку елементу народних виборів і контролю; і вірячи, як і я, що маса громадян є найбезпечнішим сховищем їхніх власних прав, і особливо, що зло, яке випливає з дурості народу, менш шкідливе, ніж зло від егоїзму їхніх агентів, я є другом того складу уряду, який має в собі найбільше цього інгредієнта".
Батьки-засновники нескінченно дискутували про значення «республіканізму». Джон Адамс у 1787 році визначив його як «уряд, в якому всі люди, багаті і бідні, судді і піддані, офіцери і народ, господарі і слуги, перші громадяни і останні, однаково підпорядковані законам».

## Чеснота проти комерції
Відкрите питання, як припускав Покок, конфлікту між особистим економічним інтересом (заснованим на локківському лібералізмі) і класичним республіканізмом, турбувало американців. Джефферсон і Медісон різко засудили федералістів за створення національного банку як схильних до корупції і монархізму; Александер Гамільтон рішуче захищав свою програму, стверджуючи, що національна економічна сила необхідна для захисту свободи. Джефферсон ніколи не поступався, але до 1815 року Медісон змінив свою позицію і оголосив про підтримку національного банку, який він створив у 1816 році.
Джон Адамс часто розмірковував над питанням громадянської чесноти. Пишучи «Милосердя Отісу Уоррену» в 1776 році, він погоджувався з греками і римлянами, що «Громадська чеснота не може існувати без приватної, а громадська чеснота є єдиною основою республік». Адамс наполягав: «У свідомості людей повинна бути позитивна пристрасть до суспільного блага, суспільного інтересу, честі, влади і слави, інакше не може бути ні республіканського правління, ні справжньої свободи. І ця суспільна пристрасть повинна бути вищою за всі приватні пристрасті. Люди повинні бути готові, вони повинні пишатися собою і бути щасливими пожертвувати своїми приватними задоволеннями, пристрастями та інтересами, навіть своїми приватними дружбами і найдорожчими зв'язками, коли вони вступають у конкуренцію з правами суспільства".
Адамса непокоїло, що бізнесмен може мати фінансові інтереси, які суперечать республіканському обов'язку; справді, він особливо підозріло ставився до банків. Він вирішив, що історія вчить, що «дух комерції... несумісний з чистотою серця і величчю душі, які необхідні для щасливої республіки». Але цей дух комерції в значній мірі заразив Америку. У Новій Англії, зазначав Адамс, «навіть фермери і торговці пристрастилися до комерції». Як наслідок, існувала «велика небезпека, що республіканський уряд там буде дуже фракційним і неспокійним».

## Інші впливи
Другою течією, значення якої зростало, був класичний лібералізм Джона Локка, зокрема його теорія «суспільного договору». Вона мала великий вплив на революцію, оскільки передбачала вроджене право народу скинути своїх лідерів, якщо ті зрадять домовленості, що випливають з відносин між сувереном і підданими. Історики не знаходять слідів впливу Жан-Жака Руссо в Америці. Що стосується написання конституцій штатів і національних конституцій, то американці використовували аналіз Монтеск'є ідеально «збалансованої» британської конституції, зроблений Монтеск'є. Але першою і останньою була прихильність до республіканізму, як показують багато істориків, таких як Бернард Бейлін і Гордон С. Вуд.
Протягом століття історики сперечалися про те, наскільки важливим був республіканізм для батьків-засновників. Інтерпретація до 1960 року, слідом за істориками Прогресивної школи, такими як Чарльз А. Бірд, Вернон Л. Паррінгтон і Артур М. Шлезінгер-старший, применшувала риторику як поверхневу і шукала економічні мотиви. Луїс Хартц удосконалив цю позицію в 1950-х роках, стверджуючи, що Джон Локк був найважливішим джерелом, оскільки його лібералізм, орієнтований на власність, підтримував матеріалістичні цілі американців.
У 1960-х і 1970-х роках з'явилися дві нові школи, які наголошували на первинності ідей як рушійних сил історії (а не матеріального інтересу). Бернард Бейлін, Гордон Вуд з Гарварду сформували «Кембриджську школу»; у Вашингтонському університеті «Школу Сент-Луїса» очолив Дж.Г.А. Покок. Вони наголошували на дещо різних підходах до республіканізму, проте деякі вчені, особливо Ісаак Крамнік та покійний Джойс Епплбі, продовжують наголошувати на Локку, стверджуючи, що американці є фундаментально індивідуалістичними і не віддані громадянським чеснотам. Відносна важливість республіканізму та лібералізму залишається темою гострих дискусій серед істориків, а також політично активних людей сьогодення.

## Інші проблеми республіканізму

### «Республіканець» як назва партії
У 1792-93 роках Джефферсон і Медісон створили нову «Демократично-республіканську партію», щоб просувати свою версію доктрини. Вони хотіли показати, що версія Гамільтона була нелегітимною. За словами федераліста Ноя Вебстера, політичного активіста, який гірко переживав поразку федералістської партії в Білому домі та Конгресі, вибір назви «Демократично-республіканська» був «потужним інструментом у процесі залучення прозелітів до партії. ... Вплив імен на масу людства ніколи не проявлявся так виразно, як у збільшенні демократичної партії в Сполучених Штатах. Популярність деномінації республіканської партії більш ніж відповідала популярності характеру і заслуг Вашингтона і сприяла поваленню його адміністрації". Партія, яку історики пізніше назвали Демократично-республіканською, у 1820-х роках розкололася на окремі фракції, одна з яких стала Демократичною партією. Після 1832 року демократам протистояла інша фракція, яка назвала себе «вігами» на честь патріотів 1770-х років, які розпочали Американську революцію. Обидві ці партії проголосили свою відданість республіканізму в епоху Другої партійної системи.

### Республіканське материнство
За нової влади після революції «республіканське материнство» стало ідеалом, прикладом якого були Абігейл Адамс та Мерсі Отіс Уоррен. Першим обов'язком республіканської жінки було прищепити своїм дітям республіканські цінності, а також уникати розкоші та показухи.
Через два покоління доньки та онуки цих «матерів-республіканок» привласнили республіканські цінності у своєму житті, прагнучи незалежності та рівності на робочому місці. У 1830-х роках тисячі жінок-робітниць млинів вийшли на страйк, щоб відстояти своє право на справедливу оплату праці та незалежність, оскільки відбулося значне скорочення заробітної плати. Багато з цих жінок були доньками незалежних землевласників і нащадками чоловіків, які воювали в Революційній війні; вони називали себе «доньками вільних людей». У своїй боротьбі за незалежність на млинах жінки використовували революційну риторику, щоб донести важливість і силу своєї мети до своїх корпоративних роботодавців, а також до інших жінок. Якщо Революційна війна велася за незалежність від Великої Британії, то ці «дочки вільних людей» могли боротися за ті ж самі республіканські цінності, які (через страйки) забезпечили б їм справедливу оплату праці та незалежність, так само як і чоловікам.

### Права власності
Суддя Верховного суду Джозеф Сторі (1779-1845) зробив захист прав власності судами головним компонентом американського республіканізму. Видатний вчений-правник, Стори був призначений до Суду Джеймсом Медісоном у 1811 році. Він та голова суду Джон Маршалл зробили Суд бастіоном націоналізму (на кшталт Федералістичної партії Маршалла) та захисником прав власності від демократії, що втікала. Стори виступав проти джексоновської демократії, оскільки вона була схильна відмовлятися від законних боргів і занадто часто була винна в тому, що він називав «утисками» прав власності з боку республіканських урядів. Стори вважав, що «право громадян на вільне користування законно набутою власністю» було «великим і фундаментальним принципом республіканського уряду». Ньюмайєр (1985) представляє Стори як «державного діяча старої республіки», який намагався піднятися над демократичною політикою і сформувати закон відповідно до республіканізму героїв Стори, Олександра Гамільтона і Джона Маршалла, а також вігів Нової Англії 1820-х і 1830-х років, таких як Деніел Вебстер. Історики сходяться на думці, що суддя Стори - в тій же мірі, або навіть більше, ніж Маршалл або будь-хто інший, - дійсно змінив американське законодавство в консервативному напрямі, який захищав права власності.

### Справедливий розподіл багатства
За словами журналіста Джамеля Буї, «серед найстаріших і найпотужніших штамів американського мислення» про самоврядування є віра в те, що воно не може співіснувати «з масовим розшаруванням і грубою нерівністю багатства і статусу».

Він цитує Джона Адамса в листі 1776 року:
Баланс влади в суспільстві супроводжує баланс власності на землю. Єдиний можливий спосіб зберегти баланс сил на боці рівної свободи і суспільної чесноти - це зробити придбання землі легким для кожного члена суспільства, зробити поділ землі на невеликі ділянки, щоб багато хто міг володіти земельними володіннями. Якщо народ буде володіти збалансованою нерухомістю, народ буде дбати про свободу, доброчесність та інтереси народу в усіх діях уряду.
Поселенці Кентуккі, які подавали петицію до Конгресу Конфедерації про надання їм статусу штату в 1784 році: «Загальновідома істина, що багатство і сила вільної країни полягає не в тому, що власність належить кільком особам, а в тому, що чим ширше вона розподілена, тим більше вона сприяє розвитку промисловості, народонаселення, ощадливості і навіть моралі.».
Історики Джозеф Фішкін та Вільям Е. Форбат: «Республіканська концепція свободи полягала не у невтручанні, а в недомінуванні - свободі як від приватних, так і від державних володарів".
Політологи Джейкоб С. Хакер і Пол Пірсон цитують застереження греко-римського історика Плутарха: «Дисбаланс між багатими і бідними - найстаріша і найфатальніша хвороба всіх республік". Деякі науковці стверджують, що політична система США ризикує дрейфувати в бік олігархії через вплив корпорацій, багатіїв та інших груп з особливими інтересами.
Дослідження політологів Мартіна Гіленса (Прінстонський університет) і Бенджаміна Пейджа (Північно-Західний університет), опубліковане в квітні 2014 року, дійшло висновку, що уряд США не представляє інтереси більшості своїх громадян, а натомість «керується інтересами багатих і сильних». Дослідники, проаналізувавши майже 1800 політик США з 1981 по 2002 рік, заявили, що урядова політика має тенденцію сприяти особливим інтересам і лобістським організаціям, і що кожного разу, коли більшість громадян не погоджується з економічними елітами, еліти, як правило, перемагають, щоб домогтися свого . Не характеризуючи Сполучені Штати як «олігархію» чи «плутократію» прямо, Гіленс і Пейдж надають ваги ідеї «громадянської олігархії», яку використовує Джеффрі А. Вінтерс: «Вінтерс запропонував порівняльну теорію “олігархії”, в якій найбагатші громадяни - навіть у “громадянській олігархії”, як Сполучені Штати, - домінують у політиці, що стосується найважливіших питань захисту багатства та доходів». У своєму дослідженні Гіленс і Пейдж дійшли таких висновків:
Коли більшість громадян не погоджується з економічними елітами та/або з організованими інтересами, вони, як правило, програють. Більше того, через сильну упередженість статус-кво, вбудовану в політичну систему США, навіть коли досить велика більшість американців виступає за зміну політики, вони, як правило, не отримують її. ... [Уподобання пересічного американця, як видається, мають лише мізерний, близький до нуля, статистично незначущий вплив на державну політику".

### Державний борг
Джефферсон і Альберт Галлатін зосередилися на небезпеці того, що державний борг, якщо його не погасити, стане загрозою для республіканських цінностей. Вони були шоковані тим, що Гамільтон збільшував державний борг і використовував його для зміцнення своєї федералістської бази. Галлатін був головним експертом Республіканської партії з фіскальних питань і як міністр фінансів при Джефферсоні та Медісоні доклав чимало зусиль, щоб знизити податки і зменшити борг, водночас виплачуючи гроші за купівлю Луїзіани і фінансуючи війну 1812 року. Берроуз говорить про Галлатіна:
Його власні страхи особистої залежності та почуття чесності дрібного крамаря, підсилені радикальною республіканською думкою, що зародилася в Англії століттям раніше, переконали його, що державні борги є розсадником численних суспільних зол - корупції, законодавчого безсилля, тиранії виконавчої влади, соціальної нерівності, фінансових спекуляцій та особистої ліні. Він стверджував, що необхідно не лише якнайшвидше погасити існуючий борг, але й убезпечити Конгрес від накопичення майбутніх боргів шляхом більш ретельного нагляду за державними витратами.
Ендрю Джексон вважав державний борг «національним прокляттям» і особливо пишався тим, що виплатив весь державний борг у 1835 р. Відтоді політики використовували питання високого державного боргу, щоб звинуватити іншу сторону в марнотратстві та загрозі фіскальній стабільності і майбутньому нації.

### Військова служба
Громадянська чеснота вимагала від чоловіків ставити громадянські цілі вище своїх особистих бажань і добровільно йти воювати за свою країну. Таким чином, військова служба була невід'ємним обов'язком громадянина. Як сказав Джон Рендольф з Роанока: «Коли громадянин і солдат будуть синонімами, тоді ви будете в безпеці»[58]. Скотт (1984) зазначає, що як в американській, так і у французькій революціях недовіра до іноземних найманців призвела до концепції національної, громадянської армії, а визначення військової служби змінилося з вибору кар'єри на громадянський обов'язок. Геррера (2001) пояснює, що розуміння самоврядування є важливим для будь-якого розуміння американського військового характеру до громадянської війни. Військова служба вважалася важливим проявом патріотизму і невід'ємною складовою громадянства. Для солдатів військова служба була добровільною, узгодженою і тимчасовою відмовою від самоврядування, якою вони сигналізували про свою відповідальність як громадяни. На практиці самоврядування у військових справах включало в себе особисту незалежність, переговори про призов, петиції до вищих посадових осіб, статути міліції та переговори щодо дисципліни. Разом вони впливали на всі аспекти військового порядку, дисципліни і життя.

## Конституція Сполучених Штатів Америки
Батьки-засновники прагнули республіканського устрою, оскільки його принципи гарантували свободу, а протилежні, обмежені гілки влади врівноважували одна одну. Вони вважали, що зміни повинні відбуватися повільно, оскільки багато хто боявся, що «демократія» - під якою вони розуміли пряме народовладдя - дозволить більшості виборців у будь-який час розтоптати права і свободи. Вони вважали, що найгрізніша з цих потенційних більшостей - це більшість бідних проти багатих. Вони думали, що демократія може набути форми правління натовпу, який може бути сформований на місці демагогом. Тому вони розробили писану Конституцію, поправки до якої могли бути внесені лише переважною більшістю голосів, зберегли конкуруючі суверенітети в штатах, що входять до складу країни, віддали контроль над верхньою палатою (Сенатом) штатам і створили Колегію виборців, яка складалася з невеликої кількості еліти, що обирала президента. Вони створили Палату представників для представництва народу. На практиці колегія виборщиків незабаром поступилася місцем контролю з боку політичних партій. У 1776 році більшість штатів вимагали володіння власністю для того, щоб мати право голосу, але більшість білих чоловіків-громадян володіли фермами в країні, яка на 90% складалася з сільських районів, тому це право обмежувалося жінками, корінними американцями та рабами. У міру того, як країна урбанізувалася і люди бралися за іншу роботу, вимога щодо власності поступово була скасована багатьма штатами. Майновий ценз поступово скасовувався в штаті за штатом, так що до 1850 року він був повністю ліквідований, так що залишилося мало економічних бар'єрів, які перешкоджали голосуванню білих дорослих чоловіків, якщо такі взагалі були.

### Термінологія в судових рішеннях
Термін «республіка» не з'являється в Декларації незалежності, але з'являється (один раз) в Конституції в статті IV, яка «гарантує кожному штату в цьому Союзі республіканську форму правління». Що саме, на думку авторів Конституції, це має означати, неясно. Верховний суд у справі Лютер проти Бордена (1849) заявив, що визначення республіки є «політичним питанням», в яке він не втручатиметься. Під час Реконструкції ця стаття Конституції була правовою основою для широкого контролю Конгресу над одинадцятьма колишніми конфедеративними штатами; такого контролю над прикордонними рабовласницькими штатами, що залишилися в Союзі, не було.
У двох наступних справах Верховний Суд встановив базове визначення. У справі «Сполучені Штати проти Крукшанка» (1875) суд постановив, що «рівні права громадян» є невід'ємною частиною ідеї республіки. У рішенні суду у справі «Дункан проти США» (1891) зазначалося, що «право народу обирати свій уряд» також є частиною визначення. Також прийнято вважати, що це положення запобігає тому, щоб будь-яка держава була монархією - або диктатурою. Завдяки судовим рішенням 1875 і 1891 років, які встановили базове визначення, в першій версії (1892) Клятви на вірність, яка включала слово «республіка», а також у Статті IV, яка посилається на республіканську форму правління, базове визначення республіки мається на увазі і продовжує залишатися таким у всіх наступних версіях.

## Республіканізм в американській історії

### Південь, рабство, Джим Кроу і виборче право для жінок
І в демократичній Стародавній Греції, і в Стародавньому Римі існувало рабство, але багато ранніх американців ставили під сумнів сумісність рабства з республіканськими цінностями. У 1850 році сенатор Вільям Г. Сьюард заявив у Сенаті, що рабство несумісне з «безпекою, добробутом і величчю націй», і що коли рабство «переважає і контролює в будь-якій республіканській державі, саме в цій мірі воно підриває принцип демократії і перетворює державу в аристократію або деспотію».
Республіканська партія була сформована антирабовласницькими силами Півночі у відповідь на Канзас-Небраска Акт 1854 року, який просував демократію (або «народний суверенітет»), заявляючи, що нові поселенці можуть самі вирішувати, чи мати їм рабство чи ні. Партія офіційно назвала себе «Республіканською», оскільки ця назва резонувала з боротьбою 1776 року. «З огляду на необхідність боротьби за перші принципи республіканського правління, - ухвалив з'їзд штату Мічиган, - і проти аристократичних планів, найбільш огидних і деспотичних, якими коли-небудь була проклята земля або принижена людина, ми будемо співпрацювати і будемо називатися республіканцями» . «Передвоєнний Південь дотримувався протилежної точки зору, інтерпретуючи політику Півночі проти рабства як загрозу своїм республіканським цінностям (зокрема, системі стримувань і противаг), за словами Дж. Міллса Торнтона.
Після війни республіканці вважали, що конституційна гарантія республіканізму дозволила Конгресу реконструювати політичну систему колишніх конфедеративних штатів. Основне законодавство було чітко спрямоване на просування республіканізму.Радикальні республіканці наполягали на тому, щоб забезпечити не лише громадянство для звільнених через 14-ту поправку, але й надати їм право голосу через 15-ту поправку. Вони вважали, що концепція республіканізму означає, що справжнє політичне знання має бути отримане при здійсненні права голосу та організації виборів. Сьюзен Б. Ентоні та інші прихильники виборчого права для жінок говорили, що республіканізм поширюється і на них, оскільки вони вимагали права голосу.

### Прогресивна епоха
Центральною темою прогресивної епохи був страх перед корупцією, одна з основних ідей республіканізму з 1770-х років. Прогресисти реструктурували політичну систему для боротьби з укоріненими інтересами (наприклад, через прямі вибори сенаторів), заборонили такі впливи, як алкоголь, які вважалися корумпованими, і надали право голосу жінкам, які вважалися морально чистими і менш корумпованими.
Питання виконання громадянського обов'язку піднімалися під час президентських кампаній та Першої світової війни. На президентських виборах 1888 року республіканці підкреслювали, що кандидат від демократів Гровер Клівленд купив заміну, яка воювала за нього в Громадянській війні, тоді як його опонент генерал Бенджамін Гаррісон брав участь у численних битвах. 1917 року відбулися великі дебати щодо пропозиції Вудро Вільсона призвати чоловіків до американської армії після того, як почалася війна в Європі. Багато хто говорив, що це порушує республіканську концепцію вільно наданого громадянського обов'язку, примушуючи людей служити. Зрештою, Вільсон досяг успіху, і Закон про вибіркову службу 1917 року був прийнятий.

## Демократія і республіканізм

### Батьки-засновники

#### Опозиція до мажоритарної тиранії
Такі історики, як Річард Елліс і Майкл Нельсон, стверджують, що значна частина конституційної думки, від Медісона до Лінкольна і далі, була зосереджена на «проблемі тиранії більшості». Вони роблять висновок: «Принципи республіканського правління, закладені в Конституції, є спробою творців гарантувати, що невід'ємні права на життя, свободу і прагнення до щастя не будуть розтоптані більшістю». Медісон, зокрема, був стурбований тим, що невелика локальна більшість може загрожувати невід'ємним правам, і у «Федералісті № 10» стверджував, що чим більшим є населення республіки, тим більш різноманітним воно буде і тим менше схильне до цієї загрози. У більш широкому сенсі, у «Федералісті № 10» Медісон розрізняв демократію і республіку. Джефферсон попереджав, що «виборна деспотія - це не той уряд, за який ми боролися».

писав Медісон:
У демократії народ збирається і здійснює владу особисто; в республіці він збирається і управляє нею через своїх представників і агентів. Отже, демократія буде обмежена невеликою територією. Республіка може поширюватися на великий регіон.
Ще в 1800 році слово «демократ» здебільшого використовувалося для нападок на опонентів партії федералістів. Так, Джордж Вашингтон у 1798 році скаржився, що «можна так само швидко перефарбувати чорношкірого в біле, як і змінити принципи переконаного демократа; і що він не залишить нічого без спроби повалити уряд цієї країни». Федералістські документи пронизані ідеєю про те, що чиста демократія насправді є досить небезпечною, оскільки вона дозволяє більшості порушувати права меншості. Таким чином, заохочуючи штати до участі в сильному централізованому уряді за новою конституцією і заміни відносно слабких Статей Конфедерації, Медісон стверджував у «Федералісті № 10», що особливий інтерес може взяти під контроль невелику територію, наприклад, штату, але він не може легко отримати контроль над ним, штатом, але він не може легко взяти під контроль велику націю. Тому, чим більша нація, тим безпечнішим є республіканізм.
До 1805 року «Старі республіканці» або «Фунти», фракція меншості серед південних республіканців, очолювана Джоаном Рендольфом, Джоном Тейлором з Кароліни та Натаніелем Мейконом, виступили проти Джефферсона та Медісона на тій підставі, що вони відмовилися від справжньої республіканської прихильності до слабкого центрального уряду.
У 1830-х роках Алексіс де Токвіль попереджав про «тиранію більшості» в демократії і пропонував, щоб суди намагалися протидіяти спробам більшості припинити права непопулярної меншості. Джон Філіп Рід пише, що республіканізм включає гарантії прав, які не можуть бути скасовані більшістю голосів.

### Підтримка правління більшості
Інші стверджують, що «історичні дані свідчать про те, що засновники вважали, що воля більшості - визначена як переважаюча думка громадян, які мають право голосу - повинна загалом диктувати національну політику». Джеймс Медісон прирівнював «коаліцію більшості всього суспільства» до «справедливості та загального блага» у «Федералістських документах»; а Александер Гамільтон описував «представницьку демократію» як «щасливу, регулярну та довговічну»[89][88] Александер Гамільтон писав, що
... представницька демократія, в якій виборче право добре захищене і регулюється, а здійснення законодавчої, виконавчої та судової влади покладено на обраних осіб, обраних народом реально, а не номінально, буде, на мою думку, найімовірніше, щасливою, регулярною і довговічною.".

### Зростання демократії
З часом принизливі конотації слова «демократія» зникали. До 1830-х років демократія розглядалася як беззаперечний позитив, і термін «демократичний» був прийнятий Демократичною партією, а термін «демократ» був прийнятий її членами. Загальним терміном для партії в 19 столітті був «Демократія». У дебатах про Реконструкцію радикальні республіканці, такі як сенатор Чарльз Самнер, стверджували, що республіканське «гарантійне застереження» в статті IV підтримувало введення силою закону демократичного виборчого права на переможеному Півдні.
Після 1800 року обмеження демократії систематично знімалися; майновий ценз для виборців штатів був значною мірою скасований у 1820-х роках. Ініціатива, референдум, відкликання та інші інструменти прямої демократії стали широко застосовуватися на державному та місцевому рівнях у 1910-х роках; а сенатори стали обиратися безпосередньо народом у 1913 році. Останні обмеження на голосування чорношкірих були визнані незаконними в 1965 році. Президент Авраам Лінкольн використовував конституційну республіку і демократію як синоніми, називаючи американський експеримент урядуванням народу, народом і для народу.

### Реакція 20-го століття проти демократії
Ідея про те, що Америка є «республікою, а не демократією», була постійною темою в американському республіканізмі з початку 20-го століття. Вона проголошувала, що мажоритарна «чиста» демократія не тільки є формою тиранії (несправедливої і нестабільної), але й що демократія загалом є відмінною формою правління від республіканської, і що Сполучені Штати були і повинні залишатися другою, а не першою державою.
Критики соціально-орієнтованих програм «Нового курсу», запропонованих Франкліном Делано Рузвельтом для подолання Великої депресії, ставили під загрозу республіканські ідеали прав власності, вільного підприємництва та індивідуальних свобод. Історик Метью Далек стверджує, що в цей час фраза «республіка, а не демократія» використовувалася правими, щоб довести, що заможні білі чоловіки повинні продовжувати правити.
Професор комунікацій Гізер Хендершот стверджує, що досягнення Руху за громадянські права щодо зменшення утисків расових меншин спровокували побоювання щодо «демократії» як загрози для контролю білих над інституціями, включаючи уряд та освіту. Рішення 1954 року у справі «Браун проти Ради з питань освіти», Закон про громадянські права 1964 року та Закон про виборчі права 1965 року з часом посилили ці побоювання.
Нафтовий магнат Г.Л. Хант проголосив у 1952 році, що демократія була створена дияволом. 1955 року сегрегаціоналіст Герман Е. Талмадж використав цю фразу і розкритикував тих, хто просуває «демократію», як комуністів, антибожників і прихильників расового змішання.
Це твердження скандували на республіканському з'їзді 1964 року, де архіконсерватор Баррі Голдуотер став номінантом Республіканської партії.
Консервативний радіоведучий Ден Смут, якого фінансував Хант, підтримував расистські виборчі податки та тести на грамотність. Він стверджував, що такі форми демократії, як всенародне голосування для обрання президента, становлять загрозу, оскільки «люди, які отримують соціальне забезпечення» (маються на увазі небілі люди, що живуть у містах), переважатимуть сільських (білих) жителів у таких місцях, як Монтана. Підкреслюючи загрозу для білих людей, він писав під час піку своєї популярності у 1966 році: «Більшість розвиває ненависть до білих людей: «Якщо більшість відчує ненависть до всіх блакитнооких немовлят і накаже їх знищити, цих немовлят можна буде легально стратити, тому що більшість захоче в будь-який момент".
У 21 столітті це ж гасло написав у твіттері сенатор Майк Лі від штату Юта у 2020 році Роберт Дрейпер, пишучи в The New York Times, визначає цю ідею як таку, що «втілюється у верховенстві Колегії виборщиків над народним голосуванням на президентських виборах», і стверджує, що її прихильники стверджують, що засновники конституції «спеціально відкинули прямий народний суверенітет на користь представницької системи, в якій органами влади є штати і округи, а не окремі виборці».
Дрейпер зазначає, що консервативні президенти-республіканці у 21 столітті (Джордж Буш-молодший, Дональд Трамп) не гребували використовувати слово «демократія» у своїх промовах та політиці; але станом на 2022 рік, принаймні в одному штаті (Арізона), який Дрейпер відвідав, він виявив «антидемократичні та антидемократичні настрої, які неодноразово висловлювалися», і які відрізнялися від будь-чого, з чим він «стикався протягом більш ніж двох десятиліть висвітлення консервативної політики».
У статті 2020 року «Америка - це республіка, а не демократія» Бернард Добскі з The Heritage Foundation охарактеризував нападки лібералів на Колегію виборців за її «недемократичні» риси (надання набагато більшої електоральної ваги невеликим штатам і, як правило, надання всіх голосів кандидату, який набрав найбільшу кількість голосів виборців), як «найпомітнішу ознаку цієї демократичної антипатії до наших республіканських інститутів», і порівнює кампанію з обрання президента шляхом всенародного голосування із закликами до прямої демократії через національні референдуми.  Однак Джордж Томас зазначає, що інтерес до концепції «Республіка - не демократія» серед республіканців з'явився в той час, коли «республіканський кандидат у президенти переважав у Колегії виборщиків на трьох із семи виборів» з 1988 року, «але виграв всенародне голосування лише одного разу» (у 2004 році), і що «з огляду на сучасні тенденції, правління меншості» в Сполучених Штатах «може стати рутиною». [Томас також зазначає, що інтерес до цієї ідеї з'явився в той час, коли президентська кампанія Дональда Трампа 2020 року була «першою» в американській історії, яка не докладала «зусиль, щоб завоювати народні голоси, апелюючи лише до людей, які забезпечать йому перемогу в Колегії виборщиків»; а Астра Тейлор зазначає, що загалом республіканські виборчі стратегії демонструють меншу зацікавленість і спроможність до «завоювання більшості». [У квітні 2024 року Республіканська партія штату Вашингтон ухвалила резолюцію з проханням використовувати слово «республіка» замість «демократія», а також підтримала скасування Сімнадцятої поправки до Конституції США, що означало б припинення прямих виборів сенаторів США.